# Підкаура Сергій Іванович
Сергій Підкаура — український музикант, композитор та поет, гітарист гурту «The Вйо».
Одружений, дружина Наталя. Має сина Матвія. Живе в Києві на Подолі.

## Творчість
Творчий шлях Сергія розпочався в 1991 році в місті Кобеляки Полтавської області з легендарного гурту «The Вйо», засновниками якого були співак Мирослав Кувалдін та гітарист Сергій Підкаура. Згодом Підкаура грав також у полтавському гурті «Авантюра». У 2000 році гурт «The ВЙО» припинив своє існування, а Сергій Підкаура, як автор, став співпрацювати з відомими українськими виконавцями.
Підкаура є одним із найкращих гітаристів України. Понад 15 років працював на одній сцені з народною артисткою України Наталією Могилевською. Сергій Підкаура автор таких хітів Могилевської, як «Відправила меседж», «Відірватись від землі», «Він не сказав ні слова».
Водночас працював і з іншими виконавцями. Як гітарист виступав з Олександром Пономарьовим на Євробаченні. Написав Пономарьову пісні «Серце», «Я за твою любов».
Писав пісні гурту «Авіатор» (зокрема пісня «Манія»). Брав участь як композитор у проекті «Фабрика зірок Україна».
Створив сольний проект «Без фільтру», усі музиканти якого з Полтави. Проект «Без фільтру» — це суміш стилів. Це і драйвовий поп-рок та брит-поп з обов'язковим українським акцентом, і ліричні повільні композиції, і пісні в новій авторській обробці, які стали вже хітами. Це і вишукана українська поезія, і в той же час сленг, що не піддавався цензурі. У плані виконання музики Сергій — перфекціоніст, починаючи від мелодії і тексту і закінчуючи найтоншими нюансами звучання. Тому в свій гурт він запросив тільки музикантів екстра класу. Прихильник якісного живого звучання, він упевнений, що електроніка може доповнити, але ніколи не замінить руки музиканта.
|  | Я пропоную пісні, де багато слів. Для мене важливе змістове навантаження, щоб люди мали змогу подумати, поміркувати. Мабуть можна назвати стиль моєї музики «поп-рок», в якій є поняття пісні. Є куплет, приспів, є що поспівати, що запам’ятати. |

21 серпня 2008 року гурт «The ВЙО» вирішив відновити свою діяльність.
Піснею Positive Vibration [Архівовано 24 червня 2021 у Wayback Machine.] долучився до акції "Так працює пам'ять", присвяченої пам'яті Данила Дідіка і всім, хто віддав життя за незалежність України.